# Léonard Duphot

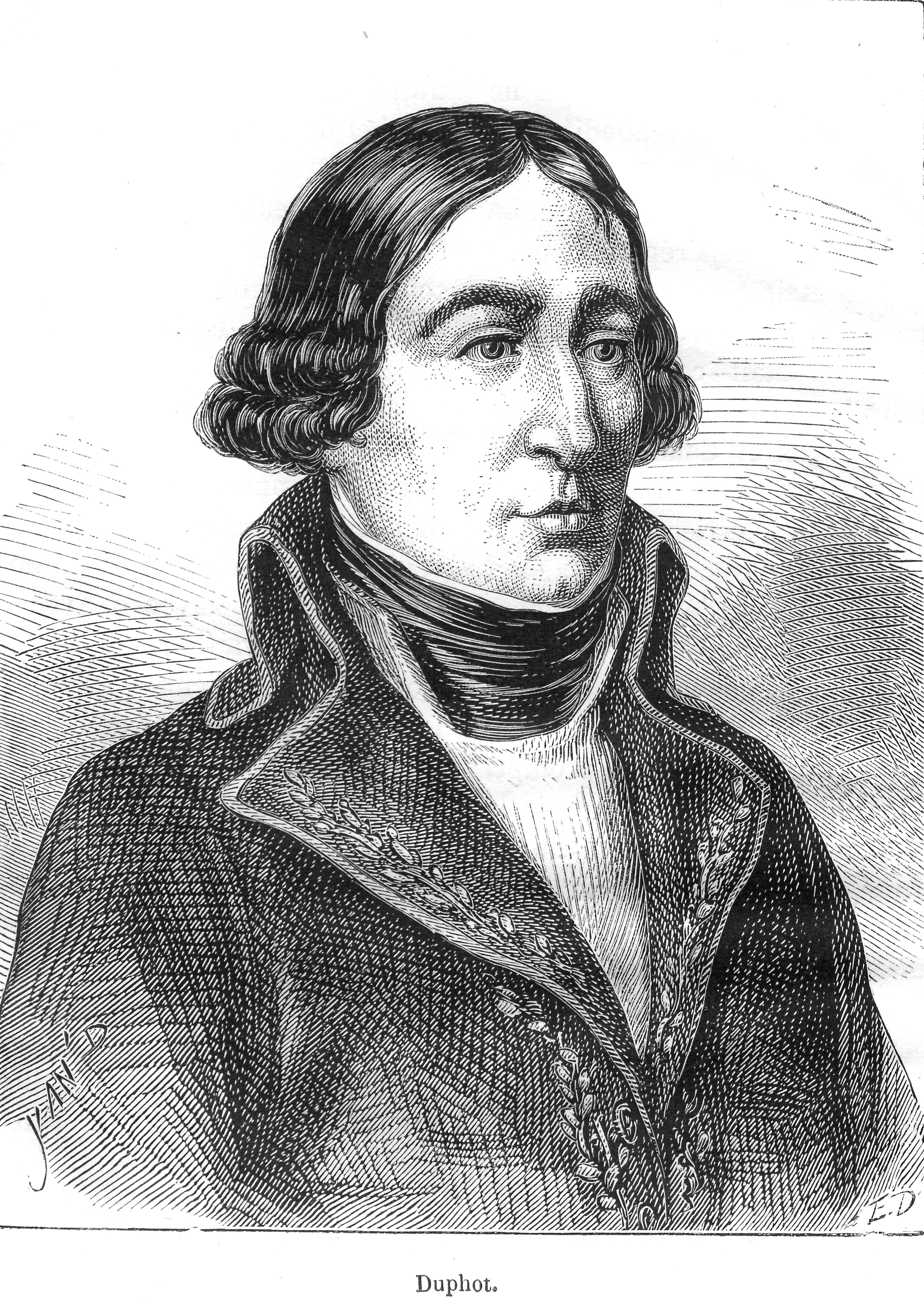
Léonard Duphot

Léonard Mathurin Duphot (* 21. September 1769 in Lyon; † 28. Dezember 1797 in Rom) war ein französischer Poet und General. Falls überhaupt, ist er heute nur noch als Verfasser der Ode aux mânes des héros morts pour la liberté bekannt.

## Leben und Wirken
Duphot kam aus einer Handwerkerfamilie; sein Vater war Steinmetz, sein Großvater väterlicherseits Maurer. Am 25. Juli 1785 trat Duphot als Freiwilliger in die königliche Armee ein. Durch die Umwälzungen der Revolution lernte er Napoleon Bonaparte kennen und wurde schon früh dessen Anhänger.
Duphot konnte sich durch Tapferkeit auszeichnen und wurde auch bald schon befördert: Sergent (25. März 1793), Adjudant-général (1. November 1794) und  kam 1796 in den Stab von General Charles Pierre François Augereau. Unter dessen Befehl kämpfte er u. a. vor Bassano (8. September 1796), Mantua (Januar/Februar 1797) und Rivoli (14./15. Januar 1797). Als Napoleon am 29. Juni 1797 die Cisalpinische Republik gründete, war Duphot mitbeteiligt, eine Verwaltung dafür zu installieren.
Als Duphot im Dezember 1797 nach Rom kam, stand er im Rang eines Général de brigade. Im Palais des französischen Botschafters Joseph Bonaparte traf er Désirée Clary die er baldigst heiraten wollte. Während eines Festes dort am 28. Dezember 1797 wurde die Festgesellschaft von „papistischen Soldaten“ überfallen und dabei u. a. Duphot erschossen. Als Antwort auf diesen Überfall besetzten französische Truppen wenige Tage später ganz Rom und Napoleon verbannte den Papst aus Rom. Am 17. August 1798 heiratete Désirée Clary den späteren König von Schweden, Karl Johann Bernadotte.

## Ehrungen
- Sein Name findet sich am südlichen Pfeiler (28. Spalte) des Triumphbogens am Place Charles de Gaulle (Paris).
- Die Rue Duphot im 1. Arrondissement von Paris wurde ihm zu Ehren benannt.

## Trivia
Die Maler E. Deschamps und Jean-Édouard Dargent (1824–1899) schufen Porträts von General Duphot und der Schriftsteller Emmanuel de Las Cases thematisiert in seiner Erzählung Le mémorial de Saint-Hélène ebenfalls Léonard Duphot.